# Cryptocoryne timahensis
Cryptocoryne timahensis là một loài thực vật có hoa trong họ Ráy (Araceae). Loài này được Bastm. mô tả khoa học đầu tiên năm 2001.

## Hình ảnh

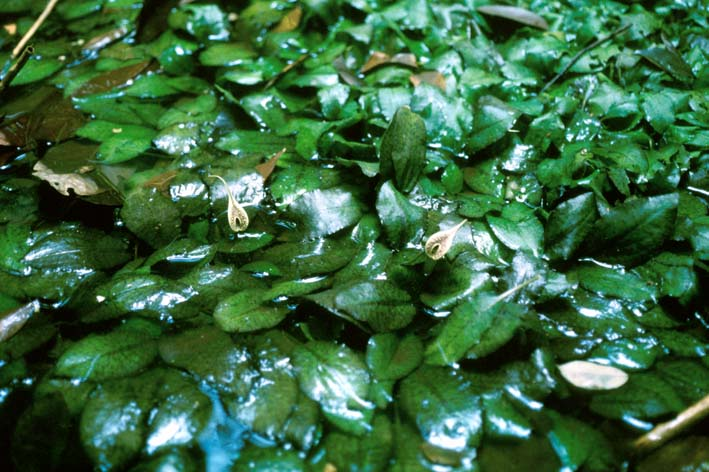